# Rédemption (film, 2006)
Pour les articles homonymes, voir Rédemption (homonymie).
Pour plus de détails, voir Fiche technique et Distribution.
Rédemption (Gridiron Gang) est un film américain réalisé par Phil Joanou et sorti en 2006. Il s'inspire d'une histoire vraie qui s'est déroulée en Californie en 1993.

## Synopsis
Sean Porter travaille dans le centre de détention pour jeunes de Kilpatrick, situé dans les Santa Monica Mountains dans le Comté de Los Angeles. Il est frustré de ne pas pouvoir aider les enfants à s'éloigner des problèmes de la vie lorsqu'ils sont libérés du centre, comme les gangs de rue et le trafic de drogue. Sean décide de créer une équipe de football pour que les adolescents puissent avoir le sentiment de faire partie de quelque chose et pense que le football leur apprendra ce qu'il faut pour être des gagnants responsables, matures et disciplinés.
Il choisit plusieurs jeunes pour participer à ce programme et exige qu'ils s'entraînent avec lui le lendemain. L'équipe est nommé Kilpatrick Mustangs. Mais deux des adolescents ne s'entendent pas parce qu'ils appartiennent à des gangs rivaux : William "Willie" Weathers vient des 88's alors que Kelvin Owens des 95's.

## Fiche technique
- Titre français : Rédemption
- Titre original : Gridiron Gang
- Réalisation : Phil Joanou
- Scénario : Jeff Maguire, d'après le documentaire Gridiron Gang
- Musique : Trevor Rabin
- Photographie : Jeff Cutter
- Montage : Joel Negron
- Production : Neal H. Moritz et Lee Stanley
- Société de production : Columbia Pictures Industries, Original Film, Visual Arts Entertainment, Stanhaven Productions et Relativity Media
- Société de distribution : Sony Pictures Entertainment (États-Unis)
- Genre : drame biographique, policier
- Durée : 125 minutes
- Dates de sortie : 
  - États-Unis : 15 septembre 2006
  - France : 4 juillet 2007 (DVD)

## Distribution
- Dwayne Johnson (VF : Bruno Dubernat)[réf. nécessaire] : Sean Porter
- Alvin « Xzibit » Joiner (VF : Lucien Jean-Baptiste)[réf. nécessaire] : Malcolm Moore
- L. Scott Caldwell (VF : Maïk Darah)[réf. nécessaire] : Bobbi Porter
- Kevin Dunn : Dexter
- Danny Martinez : Miguel Perez
- Maurice McRae : Leon Hayes
- Leon Rippy : Paul Higa
- Trever O'Brien (it) : Kenny Bates
- Six Reasons : C-Co
- Brandon Smith : Bug
- Jurnee Smollett-Bell : Danyelle Rollins
- Michael J. Pagan : Roger Weathers
- Jamal Mixon : Jamal Evans
- Artie Baxter : John Stevens
- Joe Seo : Choi
- James Earl (en) : Donald Madlock
- Jade Yorker (en) : Willie Weathers
- David V. Thomas : Kelvin Owens
- Setu Taase : Junior Palaita
- Joey Lucero : Chavez
- Robert Zepeda : Peavy
- Omari Hardwick : Free
- Omari Hughes : Little Dove
- Adam Clark : Marvin
- Dan Martin : Terrell Rollins
- Michael Jace : M. Jones
- Brett Cullen : Frank Torrance
- Garrett M. Brown : l'entraîneur Finley
- Anna Maria Horsford : Sharon Weathers

## Accueil
Aux États-Unis, le film a enregistré des recettes de 38 432 823 $.